# 查尔斯·C·斯泰德尔
查尔斯·C·斯泰德尔（英語：Charles C. Steidel，1962年10月14日—），出生于纽约州伊萨卡，美国天文学家，加州理工学院Lee A. DuBridge天文学教授。

## 个人生活
斯泰德尔本科毕业于普林斯顿大学天体物理科学专业。1990年，他从加州理工学院获得了天文学博士学位。
1987年11月7日，他与萨拉·尼科尔斯·霍伊特结婚。

## 奖项
- 1997年海伦·B·华纳天文学奖
- 2002年麦克阿瑟奖
- 2010年格鲁伯宇宙学奖：奖励他对宇宙中最遥远星系的革命性研究

## 工作
- "The Structure and Kinematics of the Circum-Galactic Medium from Far-UV Spectra of z~2-3 Galaxies", Cosmology and Extragalactic Astrophysics, Authors: C. C. Steidel, D. K. Erb, A. E. Shapley, M. Pettini, N. A. Reddy, M. Bogosavljević, G. C. Rudie, O. Rakic